# Maurice Régimbart
Maurice Auguste Régimbart (* 1852 in Évreux; † 22. September 1907 ebenda) war ein französischer Entomologe.
Régimbart war Arzt. Er wurde 1877 in Paris promoviert (De l'emploi de l'essence de térébenthine en thérapeutique). Er lebte in Évreux.
Er befasste sich vor allem mit Käfern, und hier aquatischen Käfern der Familien Dytiscidae (Schwimmkäfer), Gyrinidae (Taumelkäfer) und Hydrophilidae (Wasserkäfer). Er begründete die Familie der Feuchtkäfer (Hygrobiidae).
Régimbart beschrieb zahlreiche neue Arten und galt mit David Sharp zu seiner Zeit als führender Experte für Schwimmkäfer. Etwas später (ab 1910)  traten Alois Zimmermann (mit Leopold Gschwendtner) und Félix Guignot auf diesem Gebiet hervor.
Neben heimischen Arten beschrieb er solche aus Südamerika, Afrika, Madagaskar, Burma, Indien und Indochina.
Seine Sammlung ist im Muséum national d’histoire naturelle.

## Schriften
- Étude sur la classification des Dytiscidæ. In: Annales de la Société entomologique de France. Serie 5, Bd. 8, 1878, S. 447–466, Tafel 10.
- Essai monographique de la Famille des Gyrinidæ. 1er Partie. In: Annales de la Société entomologique de France. Serie 6, Bd. 2, 1882, S. 379–458, Tafel 10–12.
- Essai monographique de la Famille des Gyrinidæ. 2e Partie. In: Annales de la Société entomologique de France. Serie 6, Bd. 3, 1883, S. 121-190, Tafel 6.
- Essai monographique de la Famille des Gyrinidæ. 3e Partie. In: Annales de la Société entomologique de France. Serie 6, Bd. 3, 1883, S. 381-482, Tafel 11–14.
- Essai monographique de la Famille des Gyrinidæ. 1er Supplément. In: Annales de la Société entomologique de France. Serie 6, Bd. 6, 1886, S. 247-272, Tafel 4.